# 정의욱
정의욱(1974년 12월 24일 ~ )은 대한민국의 배우이다.

## 학력
- 서울예술대학교 연극과

## 출연작

### 영화
- 《룸 쉐어링》 (2022년) - 고물상 주인 역
- 《늑대들》 (2022년) - 오 형사 역
- 《타이거마스크》 (2021년)
- 《노가리》 (2021년)
- 《용루각2: 신들의 밤》 (2021년) - 곽 사장 역
- 《용루각: 비정도시》 (2020년) - 곽 사장 역
- 《태백권》 (2020년) - 진수 역
- 《공수도》 (2020년) - 동표 역
- 《블랙머니》 (2019년) - 경비과장 역
- 《시동》 (2019년) - 청량리 역
- 《소녀의 세계》 (2018년) - 천주교 신부 역
- 《김종욱 찾기》 (2010년) - 조명감독 역
- 《4발가락》 (2002년) - 부하 1 역

### 드라마
- 《킹덤 시즌 2》 (2020년, Netflix)
- 《블라인드》 (2022년, tvN) - 오영국 역
- 《세작, 매혹된 자들》 (2024년, tvN) - 도승지 역

### 뮤지컬
- 《삼월의 그들》
- 《루드윅》
- 《더 라스트 키스》
- 《잭 더 리퍼》
- 《맘마미아》
- 《벽을 뚫는 남자》
- 《보이첵》
- 《명성황후》
- 《스칼렛 핌퍼넬》
- 《광화문연가2》
- 《심야식당》
- 《전국노래자랑》
- 《영웅》
- 《드라큘라: 더 뮤지컬?》
- 《뷰티풀 게임》
- 《오! 당신이 잠든 사이》
- 《달고나》
- 《매직 카펫 라이드》

### 연극
- 《노이즈 오프》
- 《백치 백지》
- 《두 메데아》